# ゆめタン!
ゆめタウン探検隊「ゆめタン！」（ゆめタウンたんけんたい ゆめタン！）は、2012年3月1日から2013年2月28日まで、中国放送などで放送されていたローカルミニ番組。

## 概要
中国地方を中心に展開しているゆめタウンの情報番組。事実上、ゆめひろ!見のがせナイト（広島ホームテレビ）の後番組である。
レポーターは双子姉妹の楓と栞が交代で毎週1店舗のお得情報を紹介している。番組の最後には毎週変わるキーワードが発表され、記入してゆめタウン公式サイトのフォームに送信すると抽選でゆめタウン商品券2000円分とオリジナルグッズが当たるプレゼントのお知らせがあり、ゆめタウンホームページのサイトから応募出来る。

## ナビゲーター
- 楓（姉）
- 栞（妹）

広島県内で活動する双子のモデル。共に1990年1月25日生まれ、血液型はA型。

## ネット局
| 放送対象地域   | 放送局       | 系列           | 放送日時           | 放映開始日   | 備考       |
| -------------- | ------------ | -------------- | ------------------ | ------------ | ---------- |
| 広島県         | 中国放送     | TBS系列        | 木曜 21:54 - 22:00 | 2012年3月1日 | 制作局     |
| 島根県・鳥取県 | 山陰放送     | TBS系列        | 木曜 21:54 - 22:00 | 2012年3月1日 | 同時ネット |
| 長崎県         | 長崎放送     | TBS系列        | 木曜 21:54 - 22:00 | 2012年3月1日 | 同時ネット |
| 岡山県・香川県 | 西日本放送   | 日本テレビ系列 | 木曜 21:54 - 22:00 | 2012年3月1日 | 同時ネット |
| 山口県         | 山口放送     | 日本テレビ系列 | 木曜 21:54 - 22:00 | 2012年3月1日 | 同時ネット |
| 福岡県         | 福岡放送     | 日本テレビ系列 | 木曜 21:54 - 22:00 | 2012年3月1日 | 同時ネット |
| 大分県         | 大分朝日放送 | テレビ朝日系列 | 木曜 19:54 - 20:00 | 2012年3月1日 |            |
| 熊本県         | テレビ熊本   | フジテレビ系列 | 木曜 22:54 - 23:00 | 2012年3月1日 |            |
| 佐賀県         | サガテレビ   | フジテレビ系列 | 木曜 22:54 - 23:00 |              |            |

※エリア外の地域でも当日の放送終了後にゆめタウン公式サイトにある動画から1週間限定で視聴することが出来る。

## 備考
- 商品展開が本州・四国地区版と九州地区版で異なる場合があるため、その場合は一部差し替えて放送されている（動画も2バージョンで放送）。2012年7月26日放送分はカルビーポテトチップスの産地限定が紹介されたため、本州・四国地区版は三原市大和町・久井町産、九州地区版は鹿児島県出水市産のバージョンで放送された（プレゼントも通常と異なりゆめタウンオリジナル産地限定ポテトチップス詰合せ(20名)に変更）。8月9日はメロンの産地直送が異なっていたため一部差し替えになった。